# Paralelos, Eventos, Personas
Parallels, Events, People (en ruso: Паралле́ли, собы́тия, лю́ди) es una serie documental sobre el movimiento disidente soviético y las Protestas en Rusia de 2011-2013
 Parallels, Events, People  es producido por Natella Boltyanskaya con el apoyo de la Fundación Oak y la Fundación Andrei Sakharov. La serie documental se presentó por primera vez el 13 de mayo de 2014 en  la asociación memorial